# Peter Paul Brang
Peter Paul Brang, avstrijski arhitekt, * 1852, † 1925. 
Brang je deloval na Dunaju. Svoja dela je ustvarjal tudi na ozemljih današnje Bolgarije, Češke, Romunije in Slovenije.
Njegova najbolj znana dela so: novorenesančne Mestne toplice (Městské lázné) v Liberecu (1901–1902) Arhivirano 2007-04-17 na Wayback Machine. in Ustiju nad Labo (1905–1908) Arhivirano 2005-02-14 na Wayback Machine. na Češkem, Celjski dom (Deutsches Haus) v Celju (1905–1906), novoklasično Dohodno Zdanie (Доходно здание) v Rusu (1897–1900), Komercialna srednja šola Dimitra Hadživasileva v Sviščovu (1895), italijansko (nekdanje avstrijsko) veleposlaništvo (1882-1883), poslopje sedeža današnje banke BNP Paribas na Bulvarju »Car Osvoboditelj« 2 v Sofiji (1885), Evangeličanska gimnazija v Bistrici (1896-1911), Upravna palača (Palatul Administrativ) v Suceavi (1914) in Dianine toplice (Dianabad) na Dunaju (1913-1917)..
- Dohodno Zdanie (Доходно здание), Ruse (1897–1900)
- Upravna palača (Palatul Administrativ), Suceava (1904)
- Celjski dom (Deutsches Haus), Celje (1905–1906)
- Mestne toplice (Městské lázně), Usti nad Labo (1905–1908)
- Evangeličanska gimnazija (Liceul Liviu Rebreanu- Gimnaziul Evanghelic), Bistrica (1896-1911)